# Palmarès du festival international des cinémas d'Asie de Vesoul

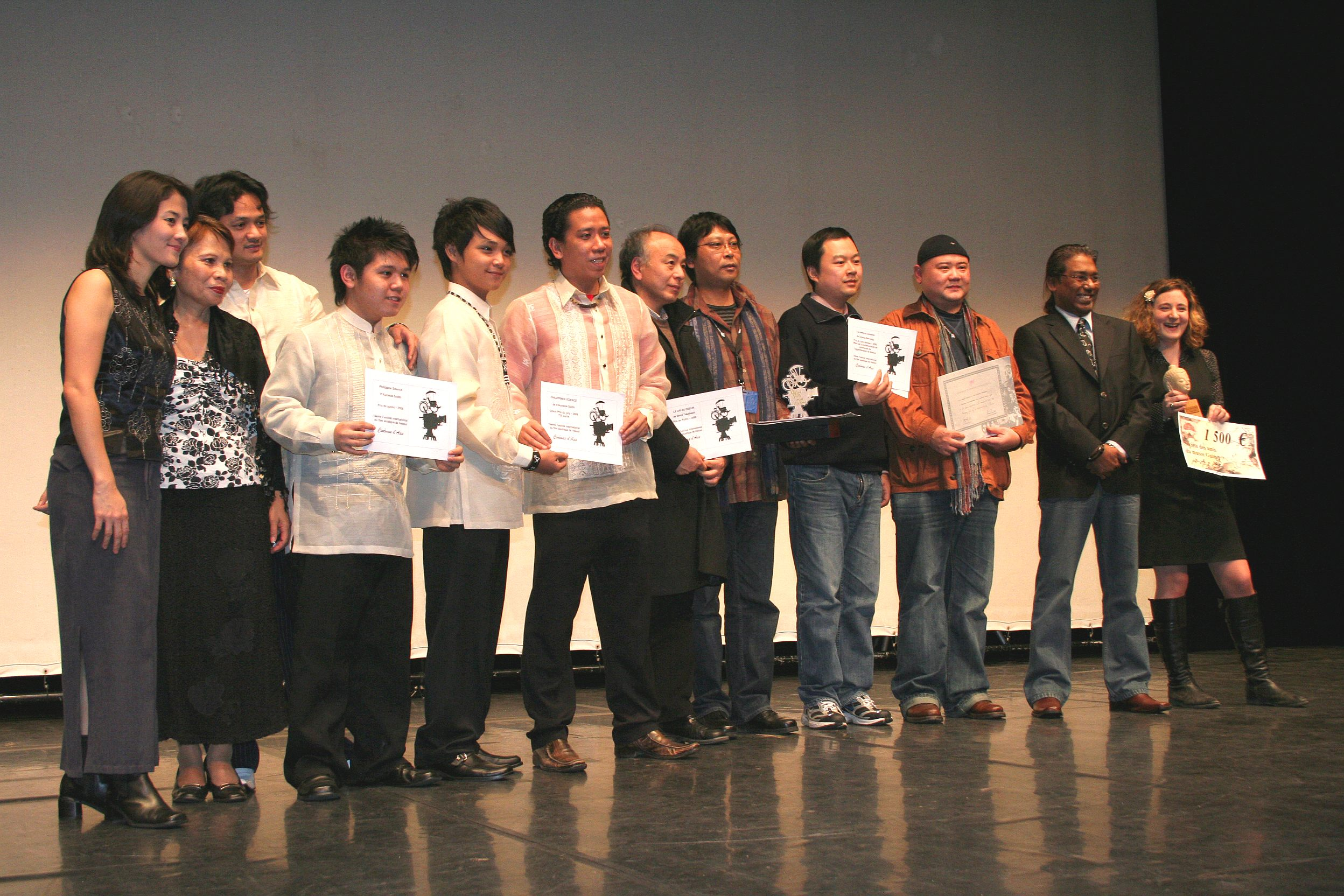
Lauréats du festival international des cinémas d'Asie 2008

Le palmarès du festival international des cinémas d'Asie de Vesoul concerne les films et réalisateurs récompensés depuis la création du festival en 1995.

## Palmarès par année

### Années 1990

#### Édition 1995
- Prix du public longs métrages de fiction : Le Premier Maître d'Andreï Kontchalovski[1]

#### Édition 1996
- Prix du public longs métrages de fiction : Zinat d'Ebrahim Mokhtari[1]

#### Édition 1997
- Prix du public longs métrages de fiction : Nostalgie de la campagne de Đặng Nhật Minh[1]

#### Édition 1998
- Prix du public longs métrages de fiction : Cinquième saison de Rafi Pitts[1]

#### Édition 1999
- Prix du public longs métrages de fiction : Les Femmes du lac des âmes parfumées de Xie Fei[1]

### Années 2000

#### Édition 2000
- Cyclo d'or : Yara de Yilmaz Arslan
- Prix du public : La voie lactée d'Ali Nassar
- Prix du jury jeune : Là où vont les nuages d'Olivier Grégoire et Laurent Van Lancker

#### Édition 2001
- Cyclo d'or : Sanam de Rafi Pitts
- Prix du public : Saroja de Somaratine Dissanayake
- Prix du jury jeune : Paul le charpentier d'Ibrahim Khill

#### Édition 2002
- Cyclo d'or : Histoire d'hommes à Pékin de Stanley Kwan
- Prix du public : Quand Maryam s'est dévoilée de Assad Fouladkar
- Prix du Jury Jeunes : Petites histoires en Turkestan d'Elsa Cornevin et Amiel Emdin

#### Édition 2003
- Cyclo d'or : Le Faisan d'or de Marat Sarulu
- Prix du jury NETPAC : La pleureuse de Liu Bingjian
- Prix du public : A beautiful flower de Nabin Subba
- Prix du jury jeunes : Enchaînées d'Anat Even et Ada Ushpiz

#### Édition 2004
- Cyclo d'or : Vodka Lemon de Hiner Saleem
- Grand prix du jury : Abjad d'Abolfazl Jalili
- Prix spécial du 10ème anniversaire du festival : Martine Armand
- Prix du Jury NETPAC : Abjad d'Abolfazl Jalili
- Prix Emile Guimet : Ming, artiste brigand de Michel Quinejure
- Prix Langues' O : Vodka Lemon de Hiner Saleem
- Prix du public : Zaman, l'homme des roseaux de Amer Alwan
- Prix Jury Jeunes : Leyla Zana, le cri au-delà de la voix étouffée de Kudret Günes

#### Édition 2005
- Cyclo d'or : Story Undome d'Hassan Yektapanah
- Cyclo d'Or Spécial : Lee Doo-yong pour l'ensemble de son oeuvre et Ezzatollah Entezami pour l'ensemble de sa carrière
- Grand prix du jury : Le Monde de Jia Zhang-ke
- Prix du Jury NETPAC : Two great sheep de Liu Hao
- Prix Emile Guimet : Le temps révolu de Ho Quang Minh
- Prix Langues' O : Story Undome d'Hassan Yektapanah
- Prix du public : Feu de camp de Joseph Cedar
- Prix Jury Jeunes : N°17 de David Ofek

#### Édition 2006
- Cyclo d'or : Grain in Ear de Zhang Lu
- Grand prix du jury : Erkak, le gardien de Yousoup Razykov
- Cyclo d'Or Spécial : Hou Hsiao-hsien pour l'ensemble de son oeuvre
- Prix du Jury NETPAC : Gilaneh de Rakhshan Bani-Etemad et Moshen Abdolvahab
- Prix Emile Guimet : Full or empty d'Abolfazl Jalili
- Coup de cour Guimet: Nisshard de Jahar Kanungo
- Prix Langues' O : Full or empty d'Abolfazl Jalili
- Prix spécial Langues 'O : Nisshard de Jahar Kanungo
- Prix du public : L'express des steppes d'Amanzhol Aitouarov
- Prix Jury Jeunes : Une étrangère dans sa ville de Khadija al-Salami

#### Édition 2007
- Cyclo d'or d'honneur à Wu Tianming pour l'ensemble de son œuvre[2]
- Jury international
  - Cyclo d'or à Out of sight de Daniel Syrkin
  - Grand prix du Jury à On a Friday Afternoon de Mona Zandi Haghighi
  - Mention spéciale à Chashma de Yolkin Tuytchiev
- Prix du Jury NETPAC à Barbelés de Bappaditya Bandopadhyay
- Prix Émile Guimet à Des temps et des vents de Reha Erdem
- Prix Langues'O à Out of sight de Daniel Syrkin
- Prix du public
  - Long métrage de fiction à Adieu la vie de Ensieh Shah-Hosseini
  - film documentaire à Bonnes à vendre de Dima Al-Joundi
- Prix du jury jeunes à Made in China de Jean-Yves Cauchard
- Coups de cœur
  - Guimet à My Mother Is a Belly Dancer de Lee Kung Lok et Wong Ching Po
  - Langues'O à On a Friday Afternoon de Mona Zandi Haghighi

#### Édition 2008
- Cyclo d'or d'honneur à Stanley Kwan pour l'ensemble de son œuvre[2]
- Jury international
  - Cyclo d'or à Hasi Chaolu pour son film Le Vieux Barbier.
  - Grand prix du Jury à Auraeus Solito pour son film Philippine Science.
    - Mention spéciale à Naghi Nemati pour Those Three.
- Prix du Jury NETPAC à Hasi Chaolu pour son film Le Vieux Barbier.
  -     - Mention spéciale à Cai Shangjun pour Les Moissons pourpres.
- Prix Émile-Guimet à Ernest Abdyjaparov pour Boz Salkyn.
- Prix Langues O' à Cai Shangjun pour Les Moissons pourpres.
- Prix du public
  - Long métrage de fiction à Auraeus Solito pour son film Philippine Science.
  - Film documentaire à Shinji Takahashi pour Le Cri du cœur.
- Prix du jury jeunes
  - Film documentaire à Cheng Xiao-xing pour Enfants bananes.
- Prix du jury lycéens à Hasi Chaolu pour son film Le Vieux Barbier.
- Coups de cœur
  - Guimet à Shivajee Chandrabhushan pour Frozen.
  - Langues O' à Hasi Chaolu pour Le Vieux Barbier.

#### Édition 2009
- Cyclo d'or d'honneur à Mohsen Makhmalbaf pour l'ensemble de son œuvre[2]
- Cyclo d'or spécial quinzième anniversaire à Shahla Nahid journaliste de RFI pour sa défense du cinéma asiatique et iranien en particulier.
- Jury international
  - Cyclo d'or à Roustem Abdrachev pour son film Un cadeau pour Staline.
  - Grand prix du Jury à Nurman Hakim pour son film Pesantren.
    - Mention spéciale à Prasanna Vithanage pour Flowers of the Sky.
- Prix du Jury NETPAC à Abbas Fahdel pour son film L’Aube du monde.
- Prix Émile Guimet à Chris Martinez pour 100.
- Prix Langues O' à Noh Young-seok pour Daytime Drinking.
- Prix du public
  - Long métrage de fiction à Abbas Fahdel pour son film L’Aube du monde.
  - Film documentaire à Marjan Alizadeh pour Persian Catwalk.
- Prix du jury jeunes
  - Film documentaire à Michel Debats pour L’École nomade.
- Prix du jury lycéens à Roustem Abdrachev pour Un cadeau pour Staline.
- Coups de cœur
  - Guimet à Roustem Abdrachev pour Un cadeau pour Staline.
  - Langues O' à Girish Kasaravalli pour Gulabi Talkies.

### Années 2010

#### Édition 2010
- Cyclo d'or d'honneur à Fatemah Motamed-Aria et à Jafar Panahi pour leur engagement courageux et talentueux au service de la liberté[2]
- Jury international
  - Cyclo d'or ex æquo à  Leon Dai pour son film No Puedo Vivir Sin Ti et à Guan Hu pour Cow.
  - Grand prix du Jury à Satish Manwar pour son film The Damned Rain.
    - Mention spéciale à Jeon Kyu-hwan pour Animal Town.
- Prix du Jury NETPAC à  Jeon Kyu-hwan pour son film Animal Town.
- Prix Émile Guimet à Leon Dai pour No Puedo Vivir Sin Ti.
- Prix Langues O' à Milo Sogueco pour The Pawn Shop.
- Prix du public
  - Long métrage de fiction à Ratna Sarumpaet pour son film Jamila and the President.
  - Film documentaire à Jean-Paul Mignot pour Le Joueur de cerf volant.
- Prix du jury jeunes  
  - Film documentaire à Faiza Ahmad Khan pour Supermen of Malegaon.
- Prix du jury lycéens à Ratna Sarumpaet pour Jamila and the President.
- Coups de cœur
  - Guimet à Faiza Ahmad Khan pour Supermen of Malegaon.
  - Langues O' à Satish Manwar pour The Damned Rain.

#### Édition 2011
- Cyclo d'or d'honneur à Kim Dong-ho fondateur du festival international du film de Pusan pour l'ensemble de son action en faveur du cinéma[2]
- Jury international
  - Cyclo d'or ex aequo à Liu Hao pour son film Addicted to Love et à Elkin Tuychiev pour P.S..
  - Grand prix du Jury à Amin Farajpoor pour son film Running among the clouds.
    - Mention spéciale à Park Chur-woong pour Where are you going.
- Prix du Jury NETPAC à P.S. pour son film Elkin Tuychiev.
- Prix Émile Guimet à Liu Hao pour Addicted to Love.
- Prix Langues O' à Liu Hao pour Addicted to Love.
- Prix du public
  - Long métrage de fiction à Masahiro Kobayashi pour son film Voyage avec Haru.
  - Film documentaire à Christine Bouteiller pour Les Égarés.
- Prix du jury jeunes
  - Film documentaire à K.M.Lo pour Homeless in Japan.
- Prix du jury lycéens à Amin Farajpoor pour Running among the clouds.
- Coups de cœur
  - Guimet à Elkin Tuychiev pour P.S..
  - Langues O' à Girish Kasaravalli pour Riding the dreams.

#### Édition 2012
- Cyclo d'or d'honneur à Hirokazu Kore-eda[2]
- Prix du jury international :
  - Cyclo d'or à Aruna Jayawardana pour son film August Drizzle
  - Grand prix du jury à Jeon Kyu-hwan pour son film Dance Town.
  - Prix du Jury ex aequo entre Loy Arcenas pour son film Nino et Özcan Alper pour son film Le Temps dure longtemps
- Prix du jury NETPAC ex aequo entre Aruna Jayawardana pour August Drizzle et Teng Yung-shing pour Return Ticket
- Prix du jury lycéen à Niki Karimi pour Final Whistle
- Prix du jury jeunes à Ali Badri pour Parvaz, l’envol de Reza
- Prix du jury Guimet :
  - Prix Émile Guimet à Niki Karimi pour Final Whistle
  - Coups de cœur Guimet à Loy Arcenas pour son film Nino
- Prix du jury INALCO :
  - Prix INALCO à Niki Karimi pour Final Whistle
  - Prix spécial INALCO à Jeon Kyu-hwan pour son film Dance Town.
- Prix du public :
  - Long métrage de fiction à Nurman Hakim pour Khalifah
  - Film documentaire à Catherine Peix pour Les Origines de la pomme

#### Édition 2013
- Cyclo d'or d'honneur à Garin Nugroho[2]
- Prix du jury international :
  - Cyclo d'or ex aequo entre O Muel pour son film Jiseul et Prasanna Vithanage pour son film With You, Without You
  - Grand prix du jury à Jun Robles Lana pour son film Bwakaw
  - Prix du jury à Kobayashi Masahiro pour son film Japan’s Tragedy
- Prix du jury NETPAC à Prasanna Vithanage pour son film With You, Without You
- Prix du jury lycéen à Jun Robles Lana pour son film Bwakaw
- Prix du jury jeunes à Rémi Briand pour Le Cercle
- Prix du jury Guimet :
  - Prix Émile Guimet à Jun Robles Lana pour son film Bwakaw
  - Coup de cœur Guimet à Reis Celic pour son film Night of Silence
- Prix du jury INALCO :
  - Prix INALCO à Riri Riza pour Atambua 39° Celcius
  - Prix spécial INALCO à Mani Haghighi pour son film Modest Reception
- Prix du public :
  - Long métrage de fiction à Jun Robles Lana pour son film Bwakaw
  - Film documentaire à Philippe Rostan pour Le Lotus dans tous ses états

#### Édition 2014
- Cyclo d'or d'honneur à Brillante Mendoza[2]
- Prix du jury international :
  - Cyclo d'or à Lee Yong-seung pour son film 10 Minutes
  - Grand prix du jury à Deniz Akçay pour son film Nobody's Home.
  - Prix du jury à Anup Singh pour Qissa
- Prix du jury NETPAC à Shi Wei pour The Ferry
- Prix du jury lycéen à Deniz Akçai pour Nobody’s Home
- Prix du jury jeunes à Huaqing Jin pour Blossom With Tears
- Prix du jury Guimet :
  - Prix Émile Guimet à Shi Wei pour The Ferry
  - Coups de cœur Guimet à Kumakiri Kazuyoshi pour son film Summer's End
- Prix du jury INALCO :
  - Prix INALCO à Anup Singh pour Qissa
  - Prix spécial INALCO à Lee Yong-seung pour son film 10 Minutes
- Prix du public :
  - Long métrage de fiction à Kanai Junichi pour Again
  - Film documentaire à Marie-Christine Courtès pour Mille jours à Saïgon
- Prix de la critique à Eduardo Roy pour Quick Change

#### Édition 2015
- Cyclo d'or : Bwaya de Francis Xavier Pasion[2]
- Grand Prix du Jury : Exit de Chienn Hsiang
- Prix du Jury : One summer de Yang Yishu / Melbourne de Nima Javidi
- Mention spéciale : Walnut Tree de Yerlan Nurmukhambetov
- Prix de la critique : Exit de Chienn Hsiang

#### Édition 2016
- Cyclo d'or : Tharlo de Pema Tseden[3],[2]
- Grand Prix du Jury : Wednesday, May 9 de Vahid Jalilvand
- Prix du Jury : Under Construction de Rubaiyat Hossain
- Mention spéciale : Walnut Tree de Yerlan Nurmukhambetov
- Prix de la critique : Being Good de Mipo O

#### Édition 2017
- Cyclo d'or : 500M800M de Yao Tian[2]
- Grand Prix du Jury : Being Born de Mohsen Abdolvahab
- Prix du Jury : Going the Distance de Harumoto Yujiro
- Mention spéciale : Hiromi Hakogi, actrice dans Her Mother de Sato Yoshinori
- Prix de la critique : Hotel Salvation de Shubhashish Bhutiani

#### Édition 2018
- Cyclo d'or : Baggage de Zig Dulay  Philippines[4],[2]
- Grand Prix du Jury : Goodbye Grandpa de Morigaki Yukihiro  Japon
- Prix du Jury : The Taste of Rice Flower de Pengfei  Chine
- Prix du jury Netpac (ex-æquo) : The Taste of Rice Flower de Pengfei  Chine et Mothers de Lee Dong-eun  Corée du Sud
- Mention Spécial du jury Netpac : A Letter to the President de Roya Sadat  Afghanistan
- Prix de la critique : The Taste of Rice Flower de Pengfei  Chine
- Prix Inalco  : Leaf of Life de Ebrahim Mokhtari  Iran
- Coup de cœur Inalco  : The Taste of Rice Flower de Pengfei  Chine
- Prix du public du film de fiction : A Letter to the President de Roya Sadat  Afghanistan
- Prix du jury lycéen : A Letter to the President de Roya Sadat  Afghanistan
- Prix du Jury jeune : The Wait d'Emil Langballe et Andrea Storm Henriksen
- Prix du public du film documentaire : Au Fil du Temps de Jill Coulon et Isabelle Dupuy Chavanat
- Prix des Exploitants : Dakini de Dechen Roder  Bhoutan
- Cyclo d'or d'honneur : Wang Xiaoshuai et Mohamad Malas

#### Édition 2019
- Cyclo d'or : Jinpa de Pema Tseden[2]
- Grand Prix du Jury : Rona Azim's Mother de Jamshid Mahmoudi
- Prix du Jury : Sub-Zero Wind de Kim Yuri
- Prix du jury Netpac  : A Family Tour de Liang Ying
- Prix de la critique : Jinpa de Pema Tseden
- Prix Inalco  : Rona Azim's Mother de Jamshid Mahmoudi
- Coup de cœur Inalco  : Jinpa de Pema Tseden
- Prix du public du film de fiction : (ex-æquo) African Violet de Mona Zandi Haghighi et Waiting for Sunset de Carlo Enciso Catu
- Prix du jury lycéen : African Violet de Mona Zandi Haghighi
- Cyclo d'or d'honneur : Eric Khoo

### Années 2020

#### Édition 2020
- Cyclo d'or : Mariam de Sharipa Urazbayeva[2]
- Grand Prix du Jury : Just Like That de Kislay
- Prix du Jury (ex-æquo) : John Denver Trending de Arden Roz Condez et A Bedsore de Shim Hye-jung
- Prix du jury Netpac  : Saturday Afternoon de Mostofa Sarwar Farooki
- Prix de la critique : John Denver Trending de Arden Roz Condez
- Prix Inalco  : A Bedsore de Shim Hye-jung
- Coup de cœur Inalco  : Just Like That de Kislay
- Prix du public du film de fiction : John Denver Trending de Arden Roz Condez
- Prix du jury lycéen : Saturday Afternoon de Mostofa Sarwar Farooki
- Prix du Jury jeune : A Punk Daydream de Jimmy Hendrickx et Kristian van der Heyden
- Prix du public du film documentaire : We Must Clown de Dima Al-Joundi
- Prix du jury des exploitants : A Dark, Dark Man d'Adilkhan Yerzhanov
- Cyclo d'or d'honneur : Jay Jeon

#### Édition 2021
Édition annulée en raison de la pandémie de Covid-19

#### Édition 2022
- Cyclo d'or : Yanagawa de Zhang Lu[5],[2]
- Grand Prix du Jury : Along the Sea de Fujimoto Akio
- Prix du Jury : Aloners de Hong Sung-eun
- Mentions spéciales : The Falls de Chung Mong-hong, Gensan Punch de Brillante Mendoza et 2000 Songs of Farida de Yolkin Tuychiev
- Prix du jury Netpac  : Aloners de Hong Sung-eun
- Prix de la critique : Along the Sea de Fujimoto Akio
- Prix Inalco  : Along the Sea de Fujimoto Akio
- Coup de cœur Inalco  : The Coffin Painter de Da Fei
- Prix du public du film de fiction  (ex æquo) : No Choice de Reza Dormishian et No Land's Man de Mostofa Sarwar Farooki
- Prix du jury lycéen  : The Falls de Chung Mong-hong
- Cyclo d'or d'honneur : Leila Hatami et Kōji Fukada[6]

## Palmarès par prix

### Cyclo d'Or
- 2000 : Yara, d'Ilmaz Arslan (Turquie)
- 2001 : Sana, de Rafi Pitts (Iran)
- 2002 : Lan Yu, de Stanley Kwan (Chine, Hong-Kong)
- 2003 : Le Faisan d'Or, de Marat Sarulu (Kirghizistan)
- 2004 : Vodka Lemon, d'Hiner Salem (Arménie)
- 2005 : Story Undone, d'Hassan Yektapanah (Iran)
- 2006 : Grain in Ear, de Zhang Lu (Chine)
- 2007 : Out of Sight, de Daniel Syrkin (Israël)
- 2008 : Le Vieux Barbier, d'Hasi Chaolu (Chine)
- 2009 : Un Cadeau pour Staline, de Roustem Abdrachev (Kazakhstan)
- 2010 : No puedo vivir sin ti, de Leon Dai (Taïwan) - Cow, de Guan Hu (Chine) (ex-aequo)
- 2011 : P.S., de Yolkin Tuychiev (Ouzbékistan) - Addicted to love, de Liu Hao (Chine) (ex-aequo)
- 2012 : August Drizzle, d'Aruna Jayawardana (Sri Lanka)
- 2013 : Jiseul, de O Muel (Corée) - With you Without you, de Prasanna Vithanage (Sri Lanka) (ex-aequo)
- 2014 : 10 minutes, de Lee Yong-seung (Corée)
- 2015 : Bwaya, de Francis Xavier Pasion (Philippines)
- 2016 : Tharlo, de Pema Tseden (Chine)
- 2017 : 500m800m, de Yao Tian (Chine)
- 2018 : Bagage, de Zig Dulay (Philippines)
- 2019 : Jinpa, de Pema Tseden (Chine)
- 2020 : Mariam, de Sharipa Urazbayeva (Kazakhstan)
- 2022 : Yanagawa, de Zhang Lu (Chine)
- 2023 : The Sales Girl, de Sengedorj Janchivdorj (Mongolie)

### Grand Prix du Jury International
- 2004 : Abjad, d'Abolfazl Jalili (Iran)
- 2005 : The World, de Jia Zhang-ke (Chine)
- 2006 : Le Gardien, de Yusup Razykov (Ouzbékistan)
- 2007 : On a Friday Afternoon, de Mona Zandi Haghighi (Iran)
- 2008 : Philippine Science d'Auraeus Solito (Philippines)
- 2009 : Pesantren, de Nurman Hakim (Indonésie)
- 2010 : The Damned Rain, de Satish Manwar (Inde)
- 2011 : Running Among the Clouds, d'Amin Farajpoor (Iran)
- 2012 : Dance Town, de Joen Kyu-hwan (Corée)
- 2013 : Bwakaw, de Jun Robles Lana (Philippines)
- 2014 : Nobody's Home, dr Deniz Akçai (Turquie)
- 2015 : Exit de Chienn Hsiang (Taïwan)
- 2016 : Wednesday, May 9, de Vahid Jalilvand (Iran)
- 2017 : Being Born, de Mohsen Abdolhahab (Iran)
- 2018 : Goodbye Grandpa, de Morigaki Yukihiro (Japon)
- 2019 : Rona Azim's Mother, de Jamshid Mahmoudi (Afghanistan)
- 2020 : Just Like That, de Kislay (Inde)
- 2022 : Along the Sea, de Fujimoto Akio (Japon)
- 2023 : Froid comme le Marbre, d'Asif Rustamov (Azebaïdjan)

### Prix du Jury International
- 2007 : Chasma, de Yolkin Tuychiev (Ouzbékistan)
- 2008 : Those Three, de Nagui Nemati (Iran)
- 2009 : Flowers in the sky, de Prasanna Vathanage (Sri Lanka)
- 2010 : Animal Town, de Jeon Kyu-hwan (Corée)
- 2011 : Where are you going, de Park Chur-wong (Corée)
- 2012 : Nino, de Loy Arcenas (Philippines) - Le Temps dure longtemps, d'Özcan Alper (Turquie) (ex-aequo)
- 2013 : Japan's Tragedy, de Kobayashi Masahiro (Japon) - Yang Shuting, All apologies, d'Emily Tang (Chine) - Taraneh Alidoosti, Modest Reception, de M. Haghighi (Iran) (ex-aequo)
- 2014 : Qissa, d'Anup Singh (Inde)
- 2015 : One Summer, de Yang Yishi (Chine) - Melbourne, de NIma Javidi (Iran)
- 2016 : Under Construction, de Rubayat Hossein (Bangladesh)
- 2017 : Going the Distance, de Harumoto Yujiro (Japon)
- 2018 : The Taste of the Rice Flower, de Pengfei (Chine)
- 2019 : Sub-zero wind, de Kim Yu-ri (Corée)
- 2020 :John Denver Trending, d'Arden Rid Condez (Philippines) - A Bedsore, de Shim Hye-jung (Corée) (ex-aequo)
- 2022 : Aloners, d'Hong Sung-eun (Corée)
- 2023 : No End, de Nader Saeivar (Iran) - A Letter from Kyoto, de Kim Min-ju (Corée) (ex-aequo)

### Mention Spéciale du Jury International
- 2016 : Walnut Tree, de Yerlan Nurmukhambetov (Kazakhstan)
- 2017 : Hiromi Hakogi dans Her Mother, de Sato Yoshinori (Japon)
- 2018 : A Letter to the president de Roya Sadat (Afghanistan)
- 2022 : The Falls, de Hung Mong-hong (Taïwan)
- 2022 : Gensan Punch, de Brillante Mendoza (Philippines)

### Prix Emile Guimet
- 2004 : Ming, artiste brigand, de Michel Quinejure
- 2005 : Le Temps révolu, d'Ho Quang Minh (Vietnam)
- 2006 : Full or empty, d'Abolfazl Jalili (Iran)
- 2007 : Des temps et des vents, de Reha Erden (Turquie)
- 2008 : Boz Salkyn, d'Ernest Abdyjaparov (Kirghizstan)
- 2009 : 100 de Chris Martinez (Philippines)
- 2010 : No puedo vivir sin ti, de Leon Dai (Taïwan)
- 2011 : Addicted to love, de Liu Hao (Chine)
- 2012 : Final Whistle, de Niki Karimi (Iran)
- 2013 : Bwakaw, de Jun Robles Lana (Philippines)
- 2014 : The Ferry, de Shi Wei (Chine)
- 2015 : Kurai Kurai, de Marjoleine Boonstra (Kirghizstan)
- 2016 : Under Construction, de Rubayat Hossein (Bangladesh)
- 2017 : Baby Beside Me, de Son tae-gyum (Corée)

### Coup de Coeur Emile Guimet
- 2005 : Les Ouvriers de joie, de Maryam Khakipour (Iran)
- 2006 : Toucher le silence, Jahar Kanungo (Inde)
- 2007 : Ma mère est une danseuse du ventre, de Lee Kung Lok et Wong Ching Po (Chine, Hong-Kong)
- 2008 : Frozen, de Shivajee Chandrabhushan (Inde)
- 2009 : Un Cadeau pour Staline, de Roustem Abdrachev (Kazakhstan)
- 2010 : Supermen of Malegaon, de Faiza Ahmad Khan (Inde)
- 2011 : P.S. de Yolkin Tuychiev (Ouzbékistan)
- 2012 : Nino, de Loy Arcenas (Philippines)
- 2013 : Night of silence, de Reis Celic (Turquie)
- 2014 : Summer's End, de Kumakiri Kazuyoshi (Japon)
- 2015 : Bwaya, de Francis Xavier Pasion (Philippines)
- 2016 : Back to the north, de Liu Hao (Chine)
- 2017 : Going the distance, de Harumoto Yujiro (Japon)

### Prix du Jury NETPAC
- 2003 : La pleureuse, de Liu Bingjian (Chine)
- 2004 : Abjad, d'Abolfazl Jalili (Iran)
- 2005 : Two great Sheep, de Liu Hao (Chine)
- 2006 : Gilaneh, de Rakshan Bani-Etemad (Iran)
- 2007 : Kantatar, de Bappaditya Bandopadhyay (Inde)
- 2008 : Le Vieux barbier, d'Hasi Chaolu (Chine) - Les Moissons pourpres, de Cai Shang-jun (Chine) (ex-aequo)
- 2009 : L'aube du monde, d'Abbas Fahed (Irak)
- 2010 : Animal town, de Jeon Hyu-hwan (Corée)
- 2011 : P.S., de Yolkin Tuychiev (Ouzbékistan)
- 2012 : August Drizzle, d'Aruna Jayawardana (Inde), Return ticket de Teng Yung-shing (Taïwan) (ex-aequo)
- 2013 : With You Without You, de Prasanna Vithanage (Sri Lanka)
- 2014 : The Ferry, de Shi Wei (Chine)
- 2015 : The Monk, de The Way Naing (Myanmar) - Exit, de Chienn Hsiang (Taïwan) (ex-aequo)
- 2016 : Invisible, de Lawrence Fajardo (Philippines) - Wednesday May 9, de Vahid Jalilvand (Iran)
- 2017 : Going the distance, de Harumoto Yujiro (Japon)
- 2018 : The Taste of the Rice Flower, de Pengfei (Chine) - Mothers, de Lee Dong-eun (Corée) (ex-aequo)
- 2019 : A Family Tour, de Ying Liang (Hong-Kong, Taïwan, Malaisie, Singapour)
- 2020 : Saturday Afternoon, de Mostofa Sarwar Farooki (Bengladesh)
- 2022 : Aloners, d'Hong Sung-eun (Corée)
- 2023 : Froid comme le Marbre, d'Asif Rustamov (Azerbaïdjan)

### Prix INALCO
- 2004 : Vodka Lemon, d'Hiner Saleem (Arménie)
- 2005 : Story undone, d'Hassan Yektapanah (Iran)
- 2006 : Full or Empty, d'Abolfazl Jalili (Iran)
- 2007 : Out of Sight, de Daniel Syrkin (Israël)
- 2008 : Les moissons pourpres, de Cai Shangjun (Chine)
- 2009 : Daytime Drinking, de Noh Young-seok (Corée)
- 2010 : The Pawnshop, de Milo Sogueco (Philippines)
- 2011 : Addicted to Love, de Liu Hao (Chine)
- 2012 : Final Whistle, de Niki Karimi (Iran)
- 2013 : Atambua 39° Celsius, de Riri Riza (Indonésie)
- 2014 : Qissa, d'Anup Singh (Inde)
- 2015 : Melbourne, de NIma Javidi (Iran)
- 2016 : Tharlo, de Pema Tseden (Chine)
- 2017 :Emma (Mother), de Riri Riza (Indonésie)
- 2018 : Leaf of Life, d'Ebrahim Mokhtari (Iran) - A letter to the President, de Roya Sadat (Afghanistan)
- 2019 : Rona Azim's Mother, de Jamshid Mahmoudi (Afghanistan)
- 2020 : A Bedsore, de Shim Hye-jung (Corée)
- 2022 : Along the Sea, de Fujimoto Akio (Japon)
- 2023 : Behind Veils, de Praveen Morchhale (Inde)

### Prix Spécial INALCO
- 2006 : Toucher le Silence, de Jahar Kanungo (Inde)
- 2007 : On a Friday Afternoon, de Mona Zandi Haghighi (Iran)
- 2008 : Le Vieux Barbier, d'Hasi Chaolou (Chine)
- 2009 : Gulabi Talkies, de Girish Kasaravalli (Inde)
- 2010 : The Damned Rain, de Satish Manwar (Inde)
- 2011 : Riding the Dreams, de Girish Kasaravalli (Inde)
- 2012 : Dance Town, de Jeon Kyu-hwan (Corée)
- 2013 : Modes Reception, de Mani Haghighi (Iran)
- 2014 : 10 Minutes, de Lee Yong-seung (Corée)
- 2015 : A matter of interpretation, de Lee Kwang-kuk (Corée)
- 2016 : Being Good, d'O Mipo (Japon)
- 2017 : 500M800M, de Yao Tian (Chine)
- 2018 : The Taste of the Rice Flowers, de Pengfei (Chine)
- 2019 : Jinpa, de Pema Tseden (Chine)
- 2020 : Just Like That, de Kislay (Inde)
- 2022 : The Coffin Painter, de DaFei (Chine)
- 2023 : A Letter From Kyoto, de Kim Min-ju (Corée)

### Prix de la Critique
- 2014 : Quick Change, d'Eduardo Roy (Philippines)
- 2015 : Exit, de Chienn Hsiang (Taïwan)
- 2016 : Being Good, d'O Mipo (Japon)
- 2017 : Hotel Salvation, de Shubhashish Bhutiani (Inde)
- 2018 : The Taste of the Rice Flowers, de Pengfei (Chine)
- 2019 : Jinpa, de Pema Tseden (Chine)
- 2020 : John Denver Trending, d'Arden Rod Condez (Philippines)
- 2022 : Along the Sea, de Fujimoto Akio (Japon)
- 2023 : No End, de Nader Saeivar (Iran)

### Mention Spéciale de la Critique
- 2016 : Under Construction, de Rubayat Hossein (Bangladesh) - Walnut Tree, de Yerlan Nurmukhambetov (Kazakhstan) (ex-aequo)

### Prix du Public - Long Métrage
- 1995 : Le Premier maître, d'Andrei Mikhalkov-Konchalovski (Kirghizistan)
- 1996 : Zinat, d'Ebrahim Mokhtari (Iran)
- 1997 : Nostalgie de la Campagne, de Dang Nhat Minh (Vietnam)
- 1998 : Cinquième Saison, de Rafi Pitts (Iran)
- 1999 : Les Femmes du lac aux âmes parfumées, de Xei Fei (Chine)
- 2000 : La Voie Lactée, d'Ali Nassar (Palestine)
- 2001 :  Saroja, de Somaratne Dissanayake (Sri Lanka)
- 2002 : Quand Maryam s'est dévoilée, d'Assad Fouladkar (Liban)
- 2003 : A beautiful flower, de Nabin Subba (Népal)
- 2004 : Zaman, l'homme des roseaux, d'Amer Alwan (Irak)
- 2005 : Campfire, de Joseph Cedar (Israël)
- 2006 : L'Express des steppes, d'Amanzhol AItuarov (Kazakhstan)
- 2007 : Adieu la vie, d'Ensieh Shah Hosseini (Iran)
- 2008 : Philippine Science, d'Auraeus Solito (Philippines)
- 2009 : L'Aube du monde, d'Abbas Fahed (Irak)
- 2010 : Jamila et le président, de Ratna Sarumpaet (Indonésie)
- 2011 : Voyage avec Haru, de Masahiro Kobayashi (Japon)
- 2012 : Khalifa, de Nurman Hakim (Indonésie)
- 2013 : Bwakaw, de Jun Robles Lana (Philippines)
- 2014 : Again, de Kanai Junichi (Japon)
- 2015 : Margarita with a straw, de Shonali Bose et Nilesh Maniyar (Inde)
- 2016 : Being Good, d'O Mipo (Japon)
- 2017 : Dark Wind, de Hussein Hassan (Irak)
- 2018 : A Letter to the President, de Roya Sadat (Afghanistan)
- 2019 : African Violet, de Mona Zandi Haghighi (Iran) - Waiting for Sunset, de Carlo Enciso Catu (Philippines)
- 2020 : John Denver Trending, d'Arden Rod Condez (Philippines)
- 2022 : No Choice, de Reza Dormishian (Iran) - No Land's Man, de mostofa Sarwar Farooki (Bangladesh)
- 2023 : #LookAtMe, de Ken Kwek (Singapour)

### Prix du Public - Documentaire
- 2007 : Bonnes à vendre, de Dima Al Joundi (Liban)
- 2008 : Le Cri du Coeur, de Takahashi Shinji (Japon)
- 2009 : Persian Cat Walk, de Marjan Alizadeh (Iran)
- 2010 : Le Joueur de cerf-volant, de Jean-Paul Mignot
- 2011 : Les Egarés, de Christine Bouteiller
- 2012 : Les Origines de la Pomme, de Catherine Peix
- 2013 : Le Lotus dans tous ses états, de Philippe Rostan
- 2014 : Mille jours à Saïgon, de Marie-Christine Courtès
- 2015 : Nu Guo, au nom de la mère, de Francesca Rosati Freeman et Pio d'Emilia (Chine, Italie, Japon)
- 2016 : D'Hiroshima à Fukushima, de Marc Petitjean
- 2017 : Un intouchable parmi les morts, d'Asil Rais (Inde)
- 2018 : Au fil du Monde : Laos, de Jill Coulon et Isabelle Dupuy Chavanat
- 2019 : Chine du Sud : Une route pour Xiao Jiang, de J.M Corillion
- 2020 : We Must Clown, de Dima Al Joundi (Liban)
- 2022 : Indian Space Dream, de Sue Sudbury (Angleterre, Inde)
- 2023 : La Langue de ma mère, de Jean-Baptiste Phou (France, Cambodge)

### Prix des Exploitants
- 2018 : Dakini, de Dechen Roder (Chine)
- 2019 : Sibel, de Çagla Zencirci et Guillaume Giovanetti (Turquie)
- 2020 : A Dark Dark Man, d'Adilkhan Yerzhanov (Kazakhstan)

### Prix du Jury Jeunes
- 2000 : Là où vont les nuages, d'O. Grégoire et L. Van Lancker
- 2001 : Paul le Charpentier, d'Ibrahim Khill (Palestine)
- 2002 : Petites Histoires en Turkmenistan, d'E. Cornevin et A. Emdin
- 2003 : Enchaînées, d'Anat Even et Ada Ushpiz (Israël)
- 2004 : Leyla Zana de Kudret Gunes (Kurdistan)
- 2005 : N°17, de David Ofek (Israël)
- 2006 : Un Etrangère dans sa ville, de Khadija al-Salami (Yemen)
- 2007 : Made in China, de jean-Yves Cauchard
- 2008 : Les enfants banane, de Cheng Xiao-xing (Chine)
- 2009 : L'Ecole Nomade, de Michel Debats
- 2010 : Supermen of Malegaon, de Faiza Ahmad Khan (Inde)
- 2011 : Homeless in Japan, de K.M. Lo (Singapour)
- 2012 : Parvaz, l'envol de Reza, d'Ali Badri (Iran)
- 2013 : Le Cercle, de Rémi Briand
- 2014 : Blossom with tears, de Huaqing Jin ( Chine)
- 2015 : Iranian ninja, de Marjan Riahi (Iran)
- 2016 : Tashi and the Monk, d'Andrew Hinton et Johnny Burke
- 2017 : Le Cri interdit, de Marjolaine Grappe et Christophe Barreyre
- 2018 : The Wait, d'Emil Langballe et Andrea Storm Henriksen
- 2019 : Of Fathers and Sons, de Talal Derki (Syrie)
- 2020 : A Punk Day Dream, de J. Hendrickx et K. Van der Heyden
- 2022 : 1er février, de Leila Macaire et Mo Mo
- 2023 : Roots in the Wind, de Soraya Akhlaqi (Afghanistan)

### Cyclo d'Or d'Honneur
- 2004 : Martine Armand
- 2005 : Ezzatollah Entezzami et Lee Doo-yong
- 2006 : Hou Hsiao-Hsien
- 2007 : Wu Tianming
- 2008 : Stanley Kwan
- 2009 : Makhmalbaf Film House et Shahla Nahid
- 2010 : Jafar Panahi et Fatemeh Motamed-Arya
- 2011 : Kim Dong-ho
- 2012 : Kore-eda Hirokazu
- 2013 : Garin Nugroho
- 2014 : Brillante Mendoza
- 2015 : Wang Chao
- 2016 : Im Sang-soo et Eran Riklis
- 2017 : Rakshan Bani-Etemad et Swarna Mallawarachchi
- 2018 : Mohamad Malas et Wang Xiaoshuai
- 2019 : Eric Khoo
- 2020 : Jay Jeon
- 2022 : Leila Hatami et Koji Fukada
- 2023 : Lee Yong-kwan et Semih Kaplanoglu